# بشر بن معاذ العقدي
أبو سهل بشر بن معاذ العقدى البصرى الضرير أحد رواة الحديث النبوي.
سمع من: إبراهيم بن عبد العزيز بن عبد الملك بن أبى محذورة الجمحي، وأبى أمية إسماعيل بن يعلى الثقفي، وأيوب بن واقد، وبشر بن المفضل، وثابت بن زهير البصري، وجرير بن عبد الحميد، والحسن بن أبى عزة الدباغ، وحماد بن زيد، وحماد بن واقد، وحماد بن يحيى الأبح، وخلف بن خليفة، وزهير بن إسحاق، وأبى داود سليمان بن داود الطيالسي، وعامر بن يساف، وعباد بن عباد المهلبي، وعبد الله بن جعفر بن نجيح والد علي بن المديني، وعبد الله بن داود الخريبي، وعبد الواحد بن زياد، وعمر بن علي المقدمي، وعمران بن خالد الخزاعي، وفضيل بن سليمان، وأبي معاوية محمد بن خازم الضرير، ومحمد بن عاصم العبدي، ومحمد بن أبي عدي، ومرحوم بن عبد العزيز العطار، مسلمة بن علقمة، ومعتمر بن سليمان، وناصح بن العلاء البصري، وهشيم بن بشير، أبي عوانة الوضاح بن عبد الله اليشكري، يزيد بن زريع.
حدث عنه: الترمذي، والنسائي، وابن ماجه، وأحمد بن الصقر بن ثوبان البصري، وأبو بكر أحمد بن عمرو بن عبد الخالق البزار، وحرب بن إسماعيل الكرماني، الحسين بن عبد الله بن شاكر، زكريا بن يحيى الساجي، عبد الله بن محمد بن شيرويه، وأبو بكر عبد الله بن محمد بن عبيد بن أبى الدنيا، وعلي بن سعيد بن بشير الرازي، وعمر بن محمد بن بجير البجيري، القاسم بن زكريا المطرز، وأبو حاتم محمد بن إدريس الرازي، وأبو بكر محمد بن إسحاق بن خزيمة، محمد بن خالد بن يزيد الراسبي.
ذكره أبو حاتم بن حبان في كتاب الثقات. قال ابن أبي حاتم: «سألت أبى عنه فقال صالح الحديث صدوق». وقال مسلمة: «بصرى صالح». و كذا قال النسائي في أسامي شيوخه، وأخرج في كتاب الإخوة عن الفضل بن العباس عن محمد بن حاتم عنه.